# Gaj (powiat koniński)
Gaj – wieś w Polsce położona w województwie wielkopolskim, w powiecie konińskim, w gminie Wierzbinek, w regionie Kujaw Borowych.
Etymologia nazwy wsi wywodzi się od słowa gaj.
W latach 1975–1998 miejscowość należała administracyjnie do województwa konińskiego. W roku 2011 miejscowość liczyła 115 mieszkańców, w tym 53 kobiety i 62 mężczyzn.